# Pakobylka peruánská
Pakobylka peruánská (Oreophoetes peruana) je strašilka, vyskytující se v bylinných podrostech deštných lesů v Peru a Ekvádoru. Tyto strašilky v obraně vylučují bílou páchnoucí látku, která má účel zastrašit predátory. Pro člověka tato látka není nebezpečná. 

## Popis
Jedná se o bezkřídlou strašilku s výstražným zbarvením u obou pohlaví. Má velmi dlouhá tykadla, která o kousek přesahují délku strašilky, na koncích jsou zbarvena bíle. Samice dosahují velikosti 7 cm, jejich tělo pokrývají černobílé nebo černožluté pruhy (existují 2 barevné variace samic), které se táhnou přes celé tělo strašilky. Klouby na nohou jsou vybarveny do žluta, v případě druhé variace strašilky do oranžova. Samci dosahují délky 6 cm a v dospělosti jsou zbarveni červeně. Mají delší nohy a tykadla, proto působí větším dojmem než samice.

## Potrava
Tento druh strašilek se živí pouze kapradinami. Při odchovu je potřeba dbát opatrnosti u kupovaných rostlin, které mohou obsahovat pesticidy. Pokud by došlo k pozření těchto rostlin strašilkou, okamžitě by zemřela.

## Rozmnožování
Pakobylka peruánská se rozmnožuje jen pohlavně (za přítomnosti samce). Po oplození pakobylka snáší hnědá, čočkovitá asi 3 mm velká vajíčka. Samice je schopna jich za den snést až 5. Inkubační doba vajíček se pohybuje okolo 4 měsíců. Po této době se z vajíček líhnou malé nymfy, které dospívají přibližně půl roku. Malé nymfy (bez rozdílu pohlaví) jsou zbarveny totožně jako dospělá samice.

## Chov
Jedná se o druh strašilek, který je mezi chovateli populární, nicméně patří už k náročnějším chovancům. Pakobylka peruánská potřebuje velmi vlhké a dobře odvětrávané insektárium, každodenní rosení by u tohoto druhu mělo být samozřejmostí. Je nutné zajistit čerstvou potravu i v zimě a to bývá v případě kapradin problém. Proto je přes zimu výhodné krmit strašilky pokojovými druhy kapradin, nebo na podzim přemístit kapradí do květináčků, které se celé mohou dát do insektária. Jedná se o relativně poklidný druh strašilek, nicméně při vyrušení dokáží vyvinout až překvapivou rychlost.

## Fotogalerie

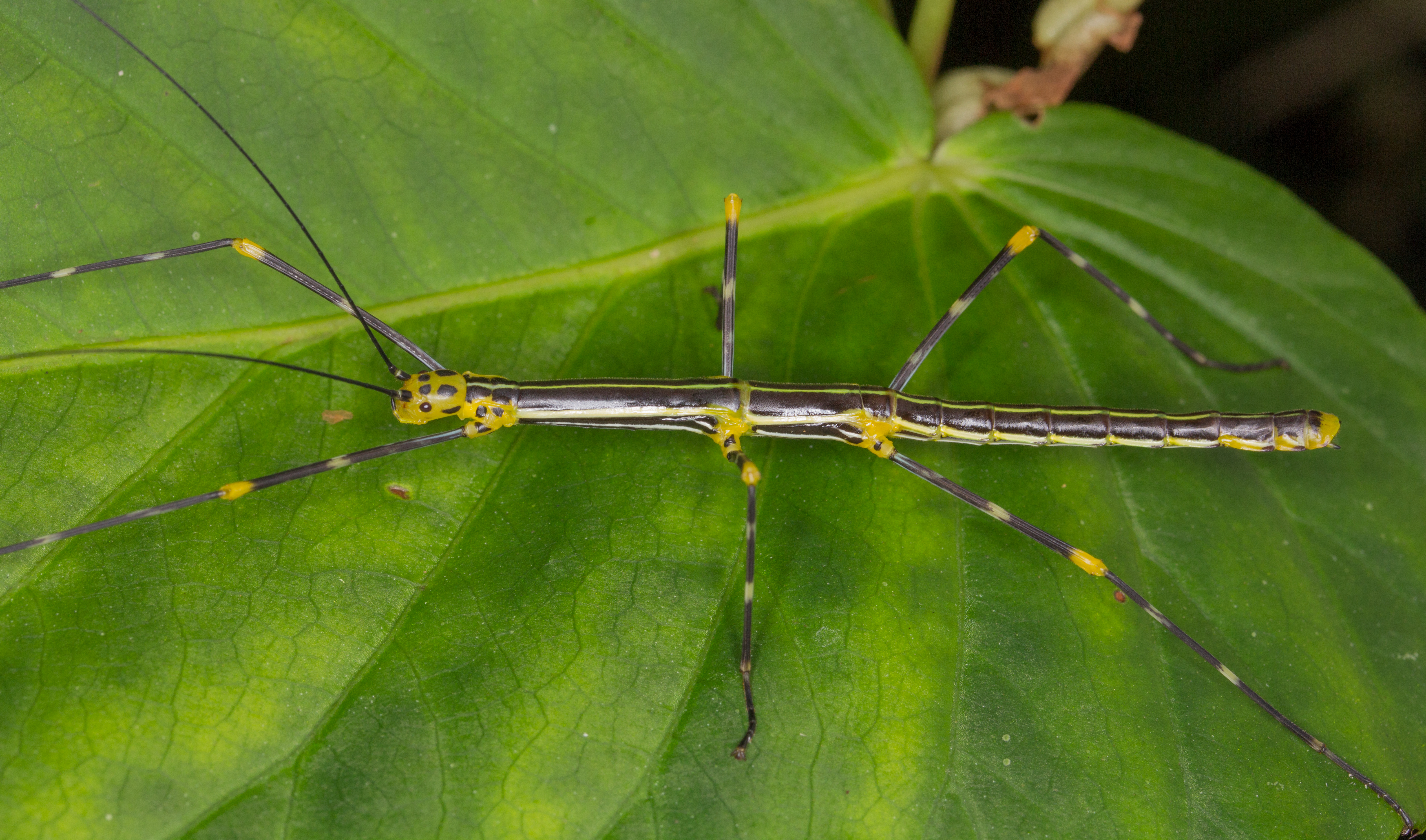
Pakobylka peruánská samice (žlutá variace)
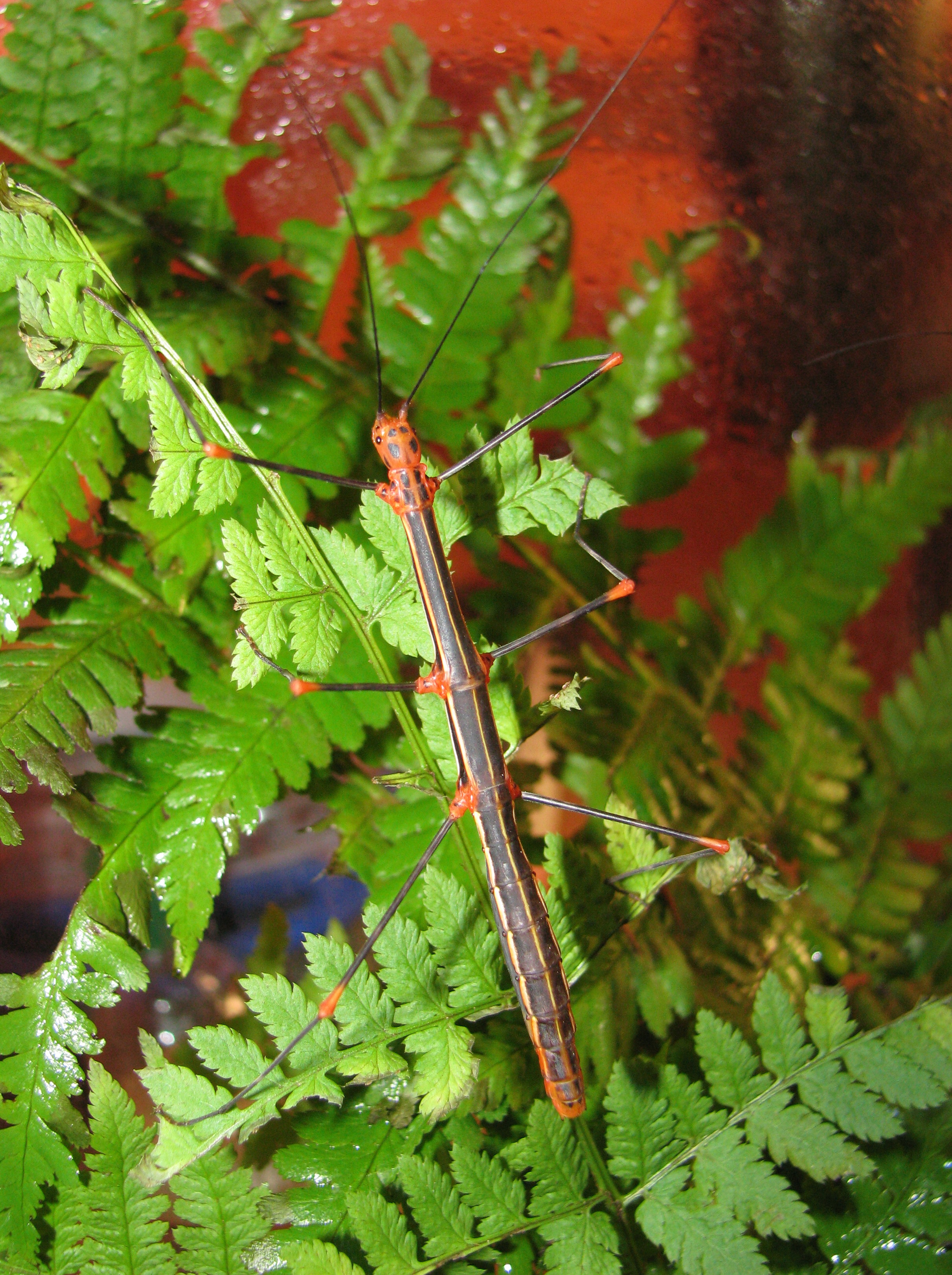
Pakobylka peruánská samice (červená variace)
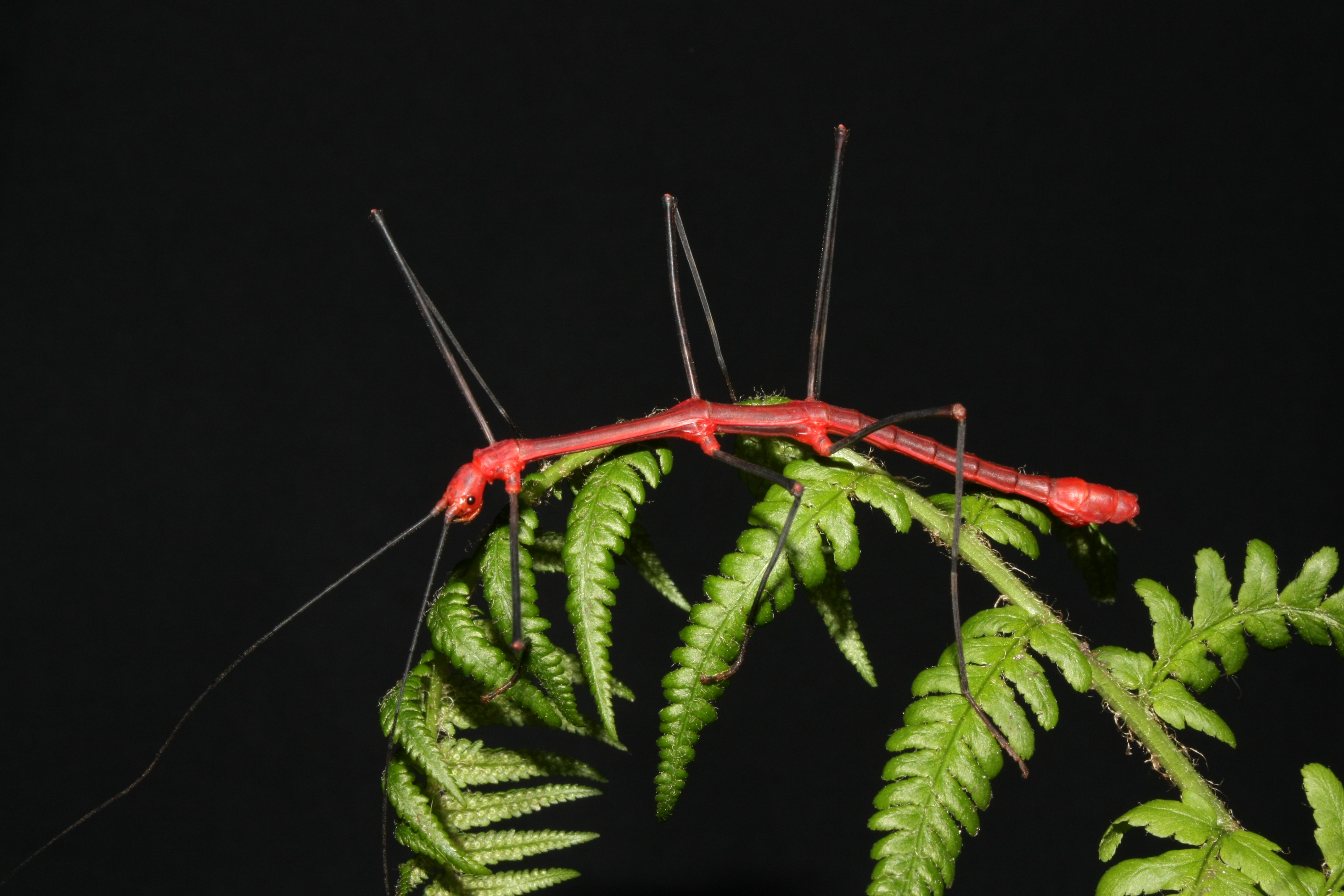
Pakobylka peruánská dospělý samec
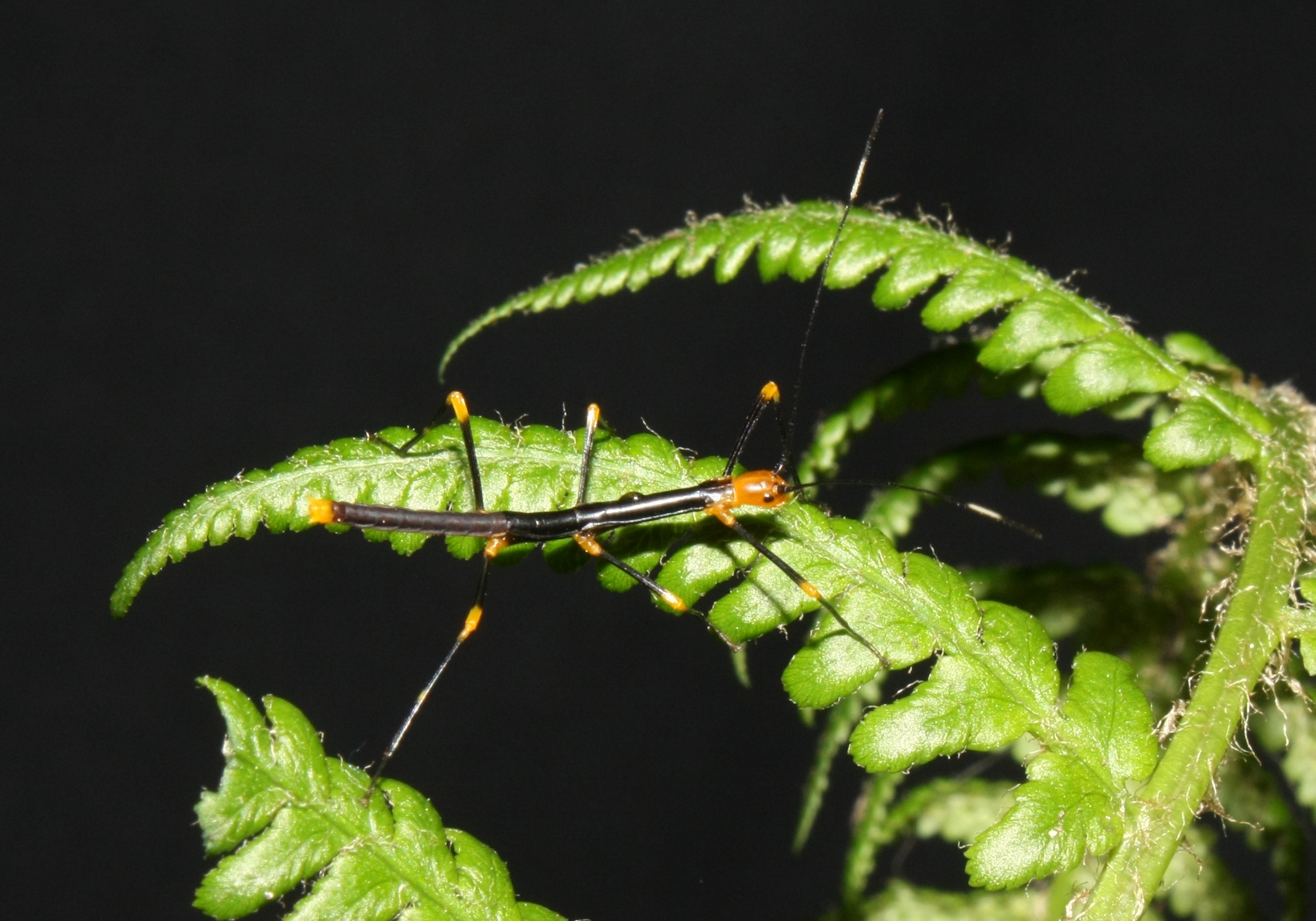
Pakobylka peruánská nymfa
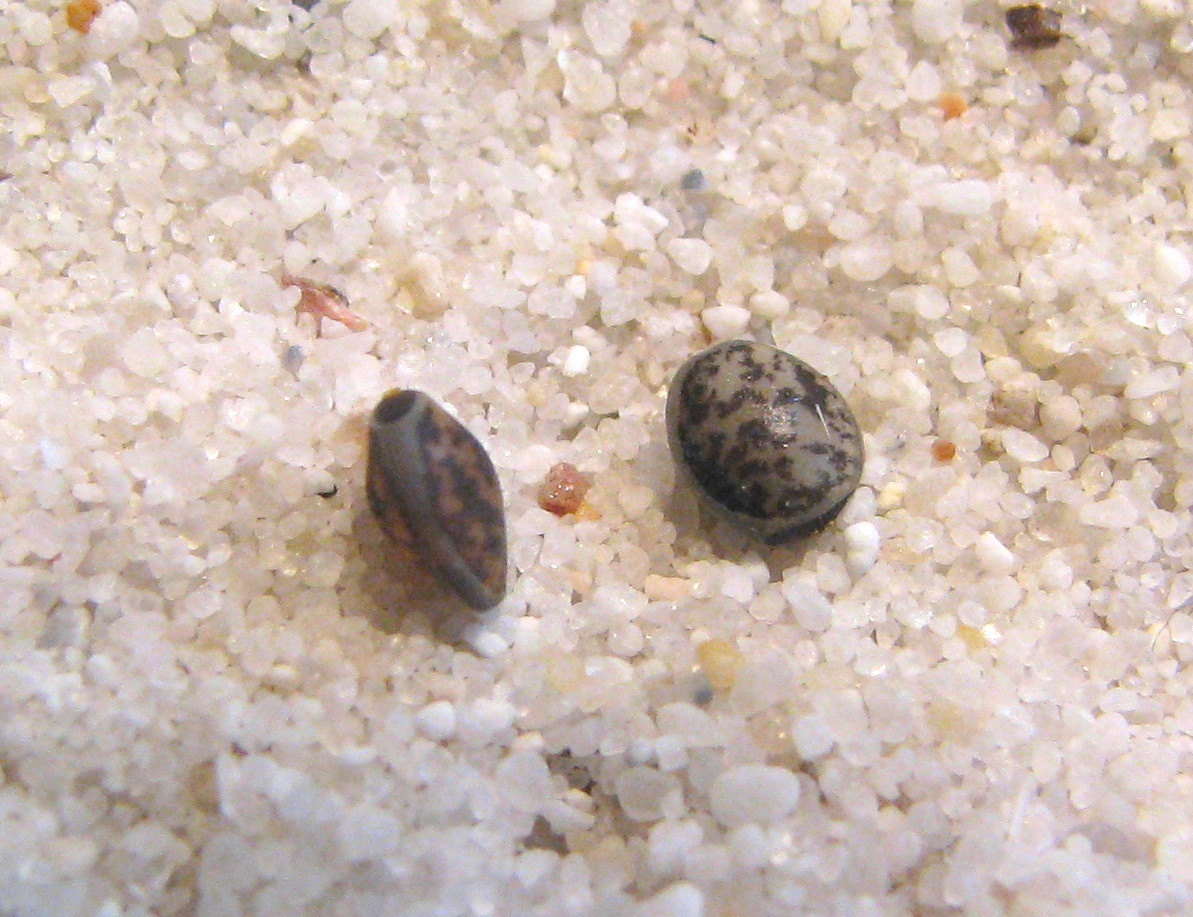
Pakobylka peruánská vajíčka